# Kaczorowo
Kaczorowo (niem. Abbau Pasternack (do 1875), Waldhof (od 1875), Leśniki (1951)) – wieś w Polsce, w województwie warmińsko-mazurskim, w powiecie węgorzewskim, w gminie Budry.
W latach 1975–1998 miejscowość należała administracyjnie do województwa suwalskiego.
Przysiółkiem wsi Kaczorowo jest Walterówka(przysiółek otrzymał nazwę od pseudonimu gen. Karola Świerczewskiego - "Walter").
28 marca 1949 r. ustalono urzędową polską nazwę miejscowości – Leśniki, określając drugi przypadek jako Leśnik, a przymiotnik – leśnicki.
W okresie PRL istniało we wsi Państwowe Gospodarstwo Rolne Leśniki ze spółdzielnią produkcyjną "Karczanka". PGR później otrzymał nazwę Kaczorówko i tak nazywała się również wieś. Po upadku PGR-u wieś nazwano Kaczorowo.